# Winton (Észak-Karolina)
Winton település az Amerikai Egyesült Államok Észak-Karolina államában, Hertford megyében, melynek megyeszékhelye is. Lakosainak száma 629 fő (2020. április 1.).

## Népesség
A település népességének változása:

| 2010 | 769 |
| 2020 | 629 |